# Смирнов, Андрей Иванович
Андрей Иванович Смирнов (1813 — после 1859) — педагог-историк и учёный секретарь Главного Педагогического института.
Происходил из духовного звания. В 1832—1838 годах учился в Главном Педагогическом институте, после окончания которого 12 января 1839 года он был назначен смотрителем 2-го разряда этого института и преподавателем русского языка и истории в предварительном курсе института; с 9 декабря 1840 года — старший надзиратель института; с 4 ноября 1841 года — адъюнкт по кафедре всеобщей истории. С 1846 года до закрытия института преподавал географию и историю. 
В числе его сочинений:
- Падение Остготского королевства в Италии (1837)
- Руководство к изучению всеобщей истории (1842)